# Едуардо Лухан Манера
Едуардо Лухан Манера (ісп. Eduardo Luján Manera, 22 серпня 1944, Консепсьйон-дель-Уругвай — 15 серпня 2000, Буенос-Айрес) — аргентинський футболіст, що грав на позиції захисника. По завершенні ігрової кар'єри — тренер.
Виступав, зокрема, за клуб «Естудьянтес», а також національну збірну Аргентини.
Чемпіон Аргентини (як тренер).

## Клубна кар'єра
У дорослому футболі дебютував 1960 року виступами за команду «Кільмес», в якій провів три сезони.
Своєю грою за цю команду привернув увагу представників тренерського штабу «Естудьянтеса», до складу якого приєднався 1963 року. Відіграв за команду з Ла Плати наступні сім сезонів своєї ігрової кар'єри. З командою став чемпіоном Аргентини, дворазовим володарем Кубка Лібертадорес та володарем Міжконтинентального кубка.
Завершив професійну ігрову кар'єру у французькому клубі «Олімпік» (Авіньйон), за який недовго виступав протягом 1971 року.

## Виступи за збірну
Протягом 1967 року провів три матчі у складі національної збірної Аргентини.

## Кар'єра тренера
Після виходу на пенсію він працював помічником Зубельдії в «Сан-Лоренцо» (1973) та Білардо в «Естудьянтесі» (1974).
1975 року очоливши тренерський штаб клубу «Лос Андес», а в наступному працював зі столичним «Естудьянтесом» (Буенос-Айрес).
1977 року став головним тренером команди «Естудьянтес». Тренував команду з Ла Плати один рік, після чого відправився до Колумбії, де очолював тренерський штаб клубів «Онсе Кальдас» та «Депортіво Калі». Залишив команду з Калі 1980 року.
Після повернення на батьківщину, Манера тренував клуби «Атланта» та «Платенсе». Після цього протягом 5 років (крім невеликої перерви на роботу з «Санта-Фе»), починаючи з 1983 року, був головним тренером команди «Естудьянтес». Манера привів команду до золота в турнірі Насьйональ-1983.
1989 року очолював тренерський штаб збірної Парагваю, керувавши командою на Кубку Америки 1989 року у Бразилії. На цьому турнірі парагвайці зайняли перше місце у групі, але у фінальному раунді Парагвай не виграв жодного матчу і зайняв останнє місце.
У 1990 році Едуардо очолив мексиканський клубі «Некакса», де він замінив Анібаля Руїса. Чилійський футболіст Іво Басай також прибув з Манерою і став основним гравцем у наступні сезони та важливою фігурою клубу з Агуаскальєнтеса. Після не дуже хорошого сезону, який «Некаса» закінчила на 14-му місці з 12 перемогами, а Лухан був заміщений співвітчизником, аргентинським тренером Роберто Сапоріті.
1991 року став головним тренером команди «Тальєрес», а наступного очолив тренерський штаб клубу «Велес Сарсфілд». З «Велесом» він зайняв друге місце в турнірі Клаусура1992, який виграв і покинув клуб у середині 1992 року після серії з 4 поєдинків.
1993 року прийняв пропозицію попрацювати у клубі «Ньюеллс Олд Бойз». а наступного року був головним тренером команди «Естудьянтес», з якою виграв другий дивізіон чемпіонату Аргентини і повернув ла-платську команду в еліту.
1996 року був запрошений керівництвом перуанського клубу «Універсітаріо де Депортес» очолити його команду. Під його керівництвом «U» зіграло 32 матчів, здобувши 17 перемог, 11 нічиїх і лише 4 поразки. Команда зайняла 3-тє місце і кваліфікувалсь в Кубок КОНМЕБОЛ.
Після цього Манера очолював тренерські штаби команд «Велес Сарсфілд» та «Депортіво Еспаньйол».
Останнім місцем тренерської роботи Едуардо стала збірна Гватемала, головним тренером якої Манера був протягом 1998 року разом з Карлосом Білардо.
Помер 15 серпня 2000 року на 56-му році життя у місті Буенос-Айрес.

## Титули і досягнення

### Як гравця
- Чемпіон Аргентини (1):

«Естудьянтес»: Метрополітано 1967
- Володар Кубка Лібертадорес (3):

«Естудьянтес»: 1968, 1969, 1970
- Володар Міжконтинентального кубка (1):

«Естудьянтес»: 1968

### Як тренера
- Чемпіон Аргентини (1):

«Естудьянтес»: Насьйональ 1983